# Cinq sur cinq
Pour les articles homonymes, voir Cinq sur cinq (Angel) et Five by Five.
L'expression cinq sur cinq exprime le fait qu'un message a été parfaitement compris par le destinataire. En vocabulaire radio professionnel, cette expression décrit une qualité de communication la plus élevée possible, c'est-à-dire un rapport signal-bruit maximal.
L'origine de l'expression vient de la codification des communications militaires qui dans de nombreux pays (en particulier ceux membres de l'OTAN) utilisent deux échelles (mesure) numériques pour évaluer la qualité d'une communication : la première pour la force du signal reçu et la seconde pour la clarté du signal reçu, ; chacune allant de 1 à 5. Cinq sur cinq, parfois transcrit en 5/5 ou  5x5 (five-by-five en anglais) correspond donc à un niveau maximal sur chacune des deux échelles, tant en intensité qu'en clarté.